# 索泰 (康熙進士)
索泰（？—？），原名清澤，字介山，号无垢，满洲镶白旗人。康熙丙子举人，丙戌进士。
后官翰林院庶吉士，散馆授编修，后缘事罢官。著有《无垢诗集》。
康熙五十七年（1719年），因为陈凤墀科场舞弊案受贿被夺官。